# Olympische Sommerspiele 1948/Teilnehmer (Kuba)
| Gelbes Symbol für Goldmedaillen mit stilisierten Olympischen Ringen | Graues Symbol für Silbermedaillen mit stilisierten Olympischen Ringen | Braundes Symbol für Bronzemedaillen mit stilisierten Olympischen Ringen |
| ------------------------------------------------------------------- | --------------------------------------------------------------------- | ----------------------------------------------------------------------- |
| —                                                                   | 1                                                                     | —                                                                       |

Kuba nahm an den Olympischen Sommerspielen 1948 in London mit einer Delegation von 53 männlichen Athleten an 31 Wettkämpfen in zwölf Sportarten teil. 
Die kubanischen Sportler gewannen eine Silbermedaille, womit Kuba den 28. Platz im Medaillenspiegel belegte. Silber sicherten sich die Segler Carlos de Cárdenas Culmell und Carlos de Cárdenas Plá im Starboot.

## Teilnehmer nach Sportarten

### Basketball
- 13. Platz
Casimiro García
Fabio Ruíz
Federico López
Frank Lavernia
José Llanusa
Mario Aguero
Mario Quintero
Miguel Llaneras
Ramón Wiltz
Raúl García
Alfredo Faget
Juan García
Pedro Otero

### Fechten
- Armando Barrientos
Florett: in der 1. Runde ausgeschieden
Degen Mannschaft: in der 1. Runde ausgeschieden

- Lucilo de la Peña
Florett: in der 1. Runde ausgeschieden

- Jorge Agostini
Florett: in der 1. Runde ausgeschieden

- Roberto Mañalich
Degen: im Viertelfinale ausgeschieden
Säbel: in der 1. Runde ausgeschieden
Degen Mannschaft: in der 1. Runde ausgeschieden

- Carlos Lamar
Degen: im Viertelfinale ausgeschieden
Degen Mannschaft: in der 1. Runde ausgeschieden

- Juan Antonio Martínez
Säbel: in der 1. Runde ausgeschieden
Degen Mannschaft: in der 1. Runde ausgeschieden

### Gewichtheben
- Fernando Louro
Leichtgewicht: 22. Platz

- Orlando Garrido
Mittelgewicht: 7. Platz

- Alfonso Parera
Schwergewicht: 9. Platz

### Leichtathletik
- Rafael Fortún
100 m: im Halbfinale ausgeschieden
200 m: im Halbfinale ausgeschieden

- Raúl Mazorra
100 m: im Vorlauf ausgeschieden
200 m: im Vorlauf ausgeschieden

- Ángel García
100 m: im Vorlauf ausgeschieden
200 m: im Vorlauf ausgeschieden
400 m: im Vorlauf ausgeschieden

### Radsport
- Reinaldo Paseiro Rodríguez
Bahn Sprint: in der 3. Runde ausgeschieden
Bahn 1000 m Zeitfahren: 16. Platz

### Ringen
- Fabio Santamaria
Bantamgewicht, Freistil: in der 2. Runde ausgeschieden

- José López
Federgewicht, Freistil: in der 3. Runde ausgeschieden

- Israel Sánchez
Leichtgewicht, Freistil: in der 2. Runde ausgeschieden

### Rudern
- Ramón Cora
Vierer mit Steuermann: im Viertelfinale ausgeschieden

- Joaquin Godoy
Vierer mit Steuermann: im Viertelfinale ausgeschieden

- Manuel Puig
Vierer mit Steuermann: im Viertelfinale ausgeschieden

- Ramón Puig
Vierer mit Steuermann: im Viertelfinale ausgeschieden

- Tirso del Junco
Vierer mit Steuermann: im Viertelfinale ausgeschieden

### Schießen
- Hernando Hernández
Schnellfeuerpistole 25 m: 19. Platz

- Rafael Cadalso
Schnellfeuerpistole 25 m: 26. Platz

- Carlos Rodríguez-Feo
Schnellfeuerpistole 25 m: 43. Platz

- Godofredo Basso
Freie Pistole 50 m: 47. Platz

- Enrique Tejeda
Freie Pistole 50 m: 49. Platz

- Orlando Santamaría
Kleinkalibergewehr liegend 50 m: 31. Platz

- Wilfredo Coto
Kleinkalibergewehr liegend 50 m: 37. Platz

### Schwimmen
- Nicasio Silverio
100 m Freistil: im Vorlauf ausgeschieden

- Raúl García
100 m Freistil: im Vorlauf ausgeschieden

### Segeln
- Carlos de Cárdenas Culmell
Star: Silber

- Carlos de Cárdenas Plá
Star: Silber

### Turnen
- Rafael Lecuona
Einzelmehrkampf: 81. Platz
Boden: 93. Platz
Pferdsprung: 79. Platz
Barren: 79. Platz
Reck: 94. Platz
Ringe: 85. Platz
Seitpferd: 53. Platz
Mannschaftsmehrkampf: 14. Platz

- Fernando Lecuona
Einzelmehrkampf: 97. Platz
Boden: 105. Platz
Pferdsprung: 105. Platz
Barren: 75. Platz
Reck: 107. Platz
Ringe: 63. Platz
Seitpferd: 79. Platz
Mannschaftsmehrkampf: 14. Platz

- Angel Aguiar
Einzelmehrkampf: 101. Platz
Boden: 86. Platz
Pferdsprung: 103. Platz
Barren: 99. Platz
Reck: 115. Platz
Ringe: 51. Platz
Seitpferd: 103. Platz
Mannschaftsmehrkampf: 14. Platz

- Raimundo Rey
Einzelmehrkampf: 104. Platz
Boden: 83. Platz
Pferdsprung: 96. Platz
Barren: 106. Platz
Reck: 112. Platz
Ringe: 112. Platz
Seitpferd: 77. Platz
Mannschaftsmehrkampf: 14. Platz

- Baldomaro Rubiera
Einzelmehrkampf: 105. Platz
Boden: 108. Platz
Pferdsprung: 93. Platz
Barren: 110. Platz
Reck: 106. Platz
Ringe: 74. Platz
Seitpferd: 100. Platz
Mannschaftsmehrkampf: 14. Platz

- Roberto Villacián
Einzelmehrkampf: 109. Platz
Boden: 99. Platz
Pferdsprung: 118. Platz
Barren: 109. Platz
Reck: 110. Platz
Ringe: 69. Platz
Seitpferd: 93. Platz
Mannschaftsmehrkampf: 14. Platz

- Alejandro Díaz
Einzelmehrkampf: 110. Platz
Boden: 94. Platz
Pferdsprung: 114. Platz
Barren: 114. Platz
Reck: 110. Platz
Ringe: 105. Platz
Seitpferd: 84. Platz
Mannschaftsmehrkampf: 14. Platz

### Wasserspringen
- José Castillo
3 m Kunstspringen: 24. Platz